# August Weeber
August Weeber (26. srpna 1826 Víceměřice – 16. května 1895 Vídeň) byl rakouský právník a politik německé národnosti z Moravy, v 2. polovině 19. století poslanec Říšské rady.

## Biografie
Narodil se ve Víceměřicích nedaleko Prostějova. August Weeber vystudoval práva na univerzitě v Olomouci, kde byl v roce 1849 promován. Od roku 1855 vykonával advokátní praxi v Olomouci, později se přestěhoval do Vídně.
Publikoval práce Abhandlungen aus dem Gebiete vergleichender Strafgesetzkunde (1861) a Die Grundprinzipien des Strafprozesses (1861). Působil jako advokát v Olomouci.
V zemských volbách v březnu 1867 byl zvolen do Moravského zemského sněmu za městskou kurii, obvod Hranice, Lipník, Kelč. Mandát získal i v zemských volbách v roce 1870, nyní za městskou kurii, obvod Olomouc. Tento mandát obhájil i ve volbách konaných roku 1871, stejně jako v zemských volbách roku 1878, zemských volbách roku 1884 a zemských volbách roku 1890.
Zemský sněm ho roku 1870 delegoval i do Říšské rady (celostátní parlament, volený nepřímo zemskými sněmy). Opětovně byl sněmem do vídeňského parlamentu delegován roku 1871, za městskou kurii na Moravě. Uspěl i v prvních přímých volbách do Říšské rady roku 1873, za městskou kurii Olomouc, Prostějov, Německý Brodek atd. Mandát ve vídeňském parlamentu obhájil ve volbách do Říšské rady roku 1879, volbách do Říšské rady roku 1885 a volbách roku 1891. Poslancem byl do své smrti roku 1895. Pak ho v parlamentu nahradil Josef Engel.
Stranicky se profiloval jako německý liberál (liberálně a provídeňsky orientovaná Ústavní strana, odmítající federalistické aspirace neněmeckých etnik). V roce 1878 zastával funkci náměstka předsedy zemského volebního výboru Ústavní strany na Moravě. Na Říšské radě se v říjnu 1879 uvádí jako člen staroněmeckého (staroliberálního) Klubu liberálů (Club der Liberalen). Od roku 1881 byl členem klubu Sjednocené levice, do kterého se spojilo několik ústavověrných (liberálně a centralisticky orientovaných) politických proudů. Za tento klub uspěl i ve volbách roku 1885. Po rozpadu Sjednocené levice přešel do frakce Německorakouský klub. V roce 1890 se uvádí jako poslanec obnoveného klubu německých liberálů, nyní oficiálně nazývaného Sjednocená německá levice. I ve volbách roku 1891 byl na Říšskou radu zvolen za klub Sjednocené německé levice.
Patřil mezi předáky německých liberálů na Moravě. V roce 1891 se o něm uvažovalo na post ministra-krajana (za německou národnostní skupinu) do předlitavské vlády. Nakonec ale tento post získal Gandolph von Kuenburg.
Zemřel v květnu 1895 ve Vídni.